# Brocard
BROCARD (укр. Брокард) — мережа магазинів і онлайн-ритейлер парфумерії та косметики, що працює в Україні з 1997 року.
На 1 січня 2022 року мережа Brocard налічувала близько 100 магазинів у 26 містах України. Штат компанії становив 1808 осіб.

## Історія
1997 —  створення ТОВ «Брокард-Україна» в Києві.
у 1998—2000 рр. компанія відкрила відділи селективної парфумерії та косметики в київських універмагах «Україна», ЦУМ, «Дитячий світ», «Дарниця» та магазини і відділи BROCARD в Запоріжжі, Львові, Миколаєві, Одесі, Тернополі, Херсоні, Черкасах[джерело?].
2000 року відкрито перший власний магазин BROCARD у Києві (на вул. Червоноармійська, зараз — Велика Васильківська).
2001 року до холдингу «Брокард-Україна» увійшла компанія Hexagone[джерело?].
2002 року було відкрито перший магазин нового для ринку формату — із відкритим входом завширшки 7.4 м (без вхідних дверей) та без прилавків — площею понад 500 м² у ТЦ «Глобус» у Києві.
2003 року мережа BROCARD налічувала 9 магазинів, у компанії створили перший в Україні тренінг-центр для співробітників магазинів у галузі роздрібної торгівлі, що згодом переріс у інститут краси із власними навчальними програмами та тренінгами. «Брокард-Україна» купила парфумерно-косметичну мережу Л'ескаль (7 магазинів)[відсутнє в джерелі].
2004 року «Брокард-Україна» першою на українському ринку запровадила подарункові сертифікати.
У квітні 2005року кількість клієнтів, зареєстрованих у програмі лояльності, сягнула 1 млн.
2006 — мережа BROCARD стала володарем премії «Вибір року».
2009 — компанія почала випуск власного глянцевого журналу для клієнтів мережі — BROCARD PARFUMS, який регулярно посідав[уточнити] топові позиції у рейтингу найкращих корпоративних медіа України.
2010 року мережа «Брокард-Україна» налічувала 60 магазинів у 24 містах України, 8 кабін краси, 4 нейл-бари та 4 shop-in-shop з нішевою продукцією, її магазини відвідували 400 тисяч постійних клієнтів.
У вересні 2011 року «Брокард-Україна» відкрила перший магазин М.А.С в Україні.
2013 року було запущено перший офіційний інтернет-магазин парфумерії та косметики в Україні — LETU.UA.
2014 року відкрили найбільший магазин BROCARD площею 1000 м² у ТЦ «Універмаг Україна», який став магазином з найширшим асортиментом парфумерії та косметики категорії luxury в Україні.
2015 року компанія першою в Україні отримала дозвіл від CHANEL на продаж парфумерії та косметики бренду online
2016 року продовжувалося розширення мережі, з'явилося три нових магазини — у Києві, окремий нішевий корнер в одеському ТЦ «Європа». Вперше в Україні було представлено бренд Kiehl's.
2017 року відкрито перший бутик нішевої парфумерії BROCARD Niche Bar у БЦ «Леонардо» (Київ).
Того ж року було проведено ребрендинг: усі магазини Bonjour (що належали до мережі з 2011 року) перейменували на BROCARD.
2018 року компанія стала членом Європейської Бізнес Асоціації. Того ж року в Одесі відкрили перший BROCARD Niche Bar — концептуальний бутик нішевої парфумерії.
2019 року відкрили BROCARD Niche Bar у Львові.
2020 року компанія відкрила BROCARD Niche Bar у Харкові  і запустила інтернет-магазин BROCARD.UA. Запуск першого BROCARD Beauty Box. 
До початку повномасштабного вторгнення мережа складалася з 98 магазинів у 26 містах. Після 24 лютого 2022 року третина магазинів була втрачена — через бойові дії, окупацію та обмеження, спричинені війною.
2023 року компанія відкрила три нові магазини, провела реновацію у двох, а також відновила роботу у восьми магазинах, що розташовані в Миколаєві, Сумах, Харкові, Одесі.
У грудні 2023 року BROCARD запустив мобільний застосунок для iOS та Android.
Того ж року компанія першою в Україні впровадила систему вдосконалення клієнтського досвіду Customer Insights від Microsoft. 
У 2024 компанія першою в Україні отримала авторизацію від CHANEL на продаж парфумерії і косметики бренду в мобільному застосунку BROCARD.
Того ж року BROCARD запустив новий сервіс у магазинах – безкоштовну діагностику шкіри з апаратом Zemits Skin Analysis System, а кількість постійних клієнтів мережі перевищила 2 млн. 
У березні 2025 року BROCARD представив електронний подарунковий сертифікат eCard для онлайн-покупок на сайті та в мобільному застосунку.
У 2025 році проведено реновацію в київському магазині BROCARD ТЦ «Олімпійський» та відкрито три нові бутики BROCARD Niche Bar у ТРЦ Gulliver (Київ), ТРЦ Lavina Mall (Київ) і ТЦ «Європа» (Одеса).
Станом на липень 2025 року мережа «Брокард-Україна» налічує 68 магазинів у 22 містах. У портфоліо представлені понад 480 cвітових брендів: CHANEL, Dior, Lancôme, Guerlain, Burberry, Clinique, Clarins, Givenchy, Dolce&Gabbana, Giorgio Armani, Gucci, Estee Lauder, La Prairie, Yves Saint Laurent, Kenzo, Shiseido і багато інших.
Один із пріоритетів компанії – підтримка вітчизняних виробників. За час війни в мережі з'явилося 65 українських брендів, серед яких Jole Cosmetics, 13Perfumes, EVO Derm, Asteri, Be Trendy, HelloHelen, DeLaMark, Tink та інші.

## Структура та власники
Із 2010 року Brocard Ukraine належав офшорному кіпрському холдингу з російськими власниками, а кінцевим бенефіціаром компанії була власниця російської мережі «Л’Этуаль» Тетяна Володіна.
На початку червня 2022 року Brocard розіслав партнерам повідомлення про зміну власника – компанію продали парфумерному холдингу Philippe Benacin. 
В українському реєстрі кінцевим бенефіціарним власником із травня 2022 року став громадянин Франції Філіп Бенасен.  
Директором ТОВ «Брокард-Україна» із 1999 року була Людмила Севрюк. У 2020 році штат компанії налічував 1700 співробітників. У мережі BROCARD було понад 1,6 млн постійних клієнтів. Загальний обіг «Брокард-Україна» склав 4,126 млрд грн. Компанія у 2020 році сплатила податків на суму 382 млн грн, у 2021 році - 499 млн грн. Компанія активно розвивала напрямок нішевої парфумерії, відкриваючи концептуальні арт-простори BROCARD Niche Bar. Бутіки працювали в 4 містах: Київ, Харків, Львів, Одеса. Портфоліо BROCARD Niche Bar складав близько 80 нішевих домів з усього світу.
У 2022 році група компаній BROCARD сплатила податків на суму 673 млн грн, у 2023 році – 590 млн грн, у 2024 – 798 млн грн до держбюджету. Компанія активно підтримує армію і за час повномасштабного вторгнення перерахувала 282 млн грн на допомогу ЗСУ. 

## Нагороди й досягнення
2006—2010 — переможець премії «Вибір року»
2013—2019 — BROCARD переможець премії Retail Awards у номінації «Мережа парфумерно-косметичних магазинів»
2015 — ТОП-10 ефективних рітейлерів за версією Forbes
2015—2020 — Журнал мережі BROCARD було визнано кращим корпоративним медіа за версією «Асоціації корпоративних медіа України»
2017 — найкращий роботодавець України у категорії «Торгівля» за версією журналу «Фокус»
2019 — Компанія «Брокард-Україна» увійшла до десятки найкращих роботодавців за підсумками рейтингу порталу HeadHunter
2020 — директор «Брокард-Україна» Людмила Севрюк в топ-25 кращих керівників країни за версією видання «Ділова Столиця»
2023 – BROCARD увійшов у топ-15 компаній-роботодавців воєнної доби (за версією видання DS News)
2024 – компанія отримала подяку від Головного управління розвідки Міністерства оборони України, увійшла в топ-30 компаній, що найбільше допомагають ЗСУ (за версією видання NV) і отримала кілька знакових нагород:
· топ-10 найбільших платників податків (за версією видання DS News), топ платників податків у ритейлі (за версією Delo.ua), рейтинг платників податків «Підтримуй чесних» від OBOZ.UA
· рейтинг найкращих роботодавців України 2024 (за версією журналу «ТОП-100. Рейтинги найбільших» та ділового порталу delo.ua) і ТОП роботодавців від OBOZ.UA
· рейтинг «ТОП-10 соціально відповідальних компаній» (за версією DS News)
· здобула перемогу в конкурсі соціальних ініціатив «Відповідальна країна 2.0» (за версією видання MMR)
· кейс «BROCARD і ГУР: Обʼєднатися заради Перемоги» отримав нагороду в номінації В2G (business-to-government) від MMR
2025 – директорка «Брокард-Україна» Людмила Севрюк у рейтингу «ТОП-50 CEO», директорка з персоналу Тетяна Кононенко в «ТОП-35 HRD» (за версією журналу «ТОП-100. Рейтинги найбільших»), а компанія здобула низку нагород:
· «ТОП-10 незламних компаній-роботодавців» (за версією видання Ділова столиця) і рейтинг найкращих роботодавців України (за версією журналу «ТОП-100. Рейтинги найбільших»)
· «ТОП Соціальних проєктів від українських бізнесів у 2024» (за версією порталу «Мінфін») та «ТОП соціально відповідальних компаній» (за версією видання «Перший бізнесовий»)
· Кейс «BROCARD: диджитал-кампанія ANTI-FAKE проти підробок» здобув перемогу в конкурсі X-RAY Awards від видання MMR, також компанія була відзначена нагородою «Кращі маркетингові проєкти в ТРЦ і ритейлі 2024» (за версією Malls Club)